# 三菱重工爆破事件
三菱重工爆破事件（みつびしじゅうこうばくはじけん）は、1974年（昭和49年）8月30日に東京都千代田区丸の内で発生した連続企業爆破事件の一つである。警察庁は三菱重工ビル爆破事件と呼称している。極左テロ集団の東アジア反日武装戦線「狼」による無差別爆弾テロ事件であり、東アジア反日武装戦線側の呼称はダイヤモンド作戦。虹作戦で使用する予定であった爆弾を流用した。

## 事件の背景
東アジア反日武装戦線は第二次世界大戦以前の日本を「完全な悪」と捉えており、太平洋戦争を「侵略戦争」として憎んでいた。そのような思想を元に、戦前・戦中に日本の重工業を支え、戦後も日本を代表する重工メーカーであり、防衛産業を手掛け、またアジア・ヨーロッパ・北アメリカなど、世界進出を行っていた三菱重工業は、犯行時点においても「帝国主義（を支援する企業）」であると断定。グループの政治思想に基づき「経済的にアジアを侵略している」として爆破テロのターゲットとするに至った。
東アジア反日武装戦線は、1974年8月14日決行予定だった昭和天皇暗殺作戦「虹作戦」に失敗していた。しかし、翌8月15日に在日韓国人で朝鮮総連系団体活動家の文世光が朴正煕大統領暗殺を企てた文世光事件を起こした。彼らは虹作戦を断念したことを不甲斐なく感じ、文世光の「闘争に呼応するため」として新たな爆弾テロを進めた。
当初、東アジア反日武装戦線は決行日を「関東大震災で朝鮮人虐殺があった日」である9月1日としていたが、同年の9月1日は従業員が出勤しない日曜日であり、その前日の土曜日も丸の内の企業の多くが週休二日で休業していることから、8月30日の金曜日に繰り上げたのだという。なお、同グループが引き起こした風雪の群像・北方文化研究施設爆破事件では、寛文年間に松前藩に対する戦いを起こしたアイヌ民族の首長シャクシャインが殺害された10月23日が選ばれていた。

## 経緯
1974年8月30日、「狼」の実行犯4人は、午後0時25分ごろ三菱重工業東京本社ビル（現・丸の内二丁目ビル）1階出入り口のフラワーポット脇に時限爆弾を仕掛けた。これは三菱重工業東京本社ビルと、道を隔てて反対側にある三菱電機ビル（現・丸の内仲通りビル）の両方を破壊する意図からであった。午後0時42分頃、三菱重工ビルの電話交換手に「三菱重工前の道路に2個の時限式爆弾を仕掛けた、付近のものは直ちに避難するように、これは冗談ではない」旨の怪電話がかかってきた。
直後の午後0時45分に時限爆弾が炸裂した。この爆発の衝撃で1階部分が破壊され玄関ロビーは大破、建物内にいた社員が殺傷されたほか、表通りにも破片が降り注ぎ多数の通行人が巻き込まれ死傷した。三菱重工業東京本社ビルの窓は9階まで全て割れ、道を隔てて反対側にある三菱電機ビルや、丸ビルなど周囲のビルも窓ガラスが割れた。また、表の道路に停車していた車両も破壊され、街路樹の葉も吹き飛ばされた。
この爆風と飛び散ったガラス片等により、三菱重工とは無関係な通行人を含む死者8人（即死5人、病院収容後に死亡3人）、負傷376人を数える戦後日本最悪の爆弾テロ事件となった。この被害は、オウム真理教による松本サリン事件（1994年）と地下鉄サリン事件（1995年）までは最大規模であった。この時の爆発音は新宿でも聞こえたという。
このように甚大な被害が出たのは、後述のように爆発物の質量が大きかったこともあるが、通常放射状に拡散する爆風がビルの谷間に阻まれ、ビルの表面を吹き上げ爆風の衝撃波で窓ガラスを破壊し、粉々になった窓ガラスが道路に降り注ぎ、割れたガラスが凶器になったほか、ビル内に入った衝撃波も階段などを伝わり窓から噴出し、ビル内部をも破壊したためである。また爆心には直径30センチメートル、深さ10センチメートルの穴が開いていた。この爆発の威力は陸上自衛隊の調査によれば、敵軍侵攻を食い止めるために用いる「道路破壊用20ポンド爆弾よりも強力だ」としていた。
東アジア反日武装戦線の予想を超えた被害が出たのは、列車爆破用の爆弾を転用したためと、爆破予告が「単なるいたずら」と捉えられたためである。犯行グループは守衛室へ8分前に爆破予告電話をかけたが、最初は「いたずら電話」として切られ、再度かけ直した時もすぐ切られた。もう一度かけ電話交換手が爆破予告を最後まで聞いたのが4分前であったが、避難処置は取られなかった。電話交換手は、本を読むような一本調子の無表情な口調で具体的なことを言わなかったので爆破予告を冗談とは思ったが、念のため庶務課長に電話で報告した上で8階の庶務課長室へ向うためにエレベーターに乗った時点で爆発したという。
このように大企業の社内の連絡体制に対する認識不足が原因であったが、犯行グループがその後引き起こした企業爆破では爆発の威力を抑えて爆破時間帯を深夜などとし、十分な予告時間をとって予告電話するようにしたという。また予想を超えた多数の一般社員の死傷者の位置づけをめぐり内部で議論となった。彼らが最初に作成した犯行声明文は破棄され、最終的な犯行声明は自己弁護とイデオロギー色の強いものとなり、9月23日付となった。

### 8人の死者
- 37歳の三菱信託銀行課長 - 即死
- 28歳の船舶エンジニア - 即死
- 49歳の鉱業会社社員 - 即死
- 50歳の三菱重工社員 - 即死
- 38歳のメーカー所長代理 - 静岡県から商談のため訪問し、地下食堂から出たところ巻き込まれ即死
- 23歳の会計士事務所事務員 - 脳損傷と全身打撲で病院収容後死亡
- 41歳のデザイン会社役員 - 脱血ショックで病院収容後に死亡
- 51歳の三菱重工主任 - 病院収容後翌日死亡

## 逮捕と裁判
視察対象とされた一名に対する捜査をきっかけに、1975年5月19日にメンバーが一斉に逮捕された。この時の逮捕容疑は韓国産業経済研究所爆破事件であった。
東京地方検察庁は1975年6月28日に起訴した。
佐々木規夫と大道寺あや子は日本赤軍によるクアラルンプール事件とダッカ日航機ハイジャック事件によって超法規的措置で釈放・逃亡するも、リーダー格の男2人（大道寺将司、益永利明）の裁判は続行となった。
裁判で被告人らは「爆弾の破壊力が予想できなかった。また予告電話をかけており、殺意は無かった」と殺人罪の無罪を主張した。これに対し検察庁は捜査段階で「死傷者が出てもやむを得ない」と供述していたことや、客観的に見ても白昼人通りの多い場所に置いた上に、予告電話をしても爆弾の種類や場所を明示しておらず、短時間で建物内や通りにいる人々の避難ないし爆弾の無力化は不可能だとして、「故意」であるのは明らかであるとし、殺人罪は成立するとした。
裁判所は「天皇殺害目的の爆弾を転用したことは当然、三菱重工爆破事件でも殺意が適用される」「爆破数分前の電話は予告とはいえない」「爆破予告が有効にならなかった場合には時限爆弾を止める手段を講じておらず、爆破させる意思に変わりはない」などとして、1987年3月24日に最高裁において、リーダー格の男2人（大道寺将司、益永利明）の死刑判決が確定した。戦後の新左翼事件における死刑判決確定は初めてで、公安事件における死刑判決確定は三鷹事件以来であった。
大道寺将司は2017年5月24日午前、東京拘置所で病死（68歳没）したが、現在、益永は確定死刑囚として東京拘置所に収監されている。国外逃亡をしていた浴田由紀子の連続企業爆破事件の裁判が再開された時は、死刑が確定していた大道寺将司と益永を証人とするために拘置所で出張尋問を受けた（弁護人は大道寺将司と益永を法廷に出廷させることを要求したが、死刑囚の逃亡懸念から裁判所に退けられた）。なお、判決確定後20年経過しても大道寺将司と益永の死刑が執行されなかったのは、「事実誤認」を主張し、再審請求という司法手段を講じていることもあるが、法務省関係者によれば、佐々木ら共犯が国外逃亡しているのも理由の一つだという。
この事件がきっかけとなって、犯罪被害者に対する補償制度の確立を求める声が高まり、1980年に犯罪被害者等給付金の支給等に関する法律が成立した。
佐々木規夫と大道寺あや子の裁判は「公判停止」となり、現在も国際指名手配となっている。

## その他
- 事件発生当時は、丸の内爆弾事件といった表現もあった[5]。また当時は騒乱やテロを繰り返し多数の死傷者を出していた北アイルランド紛争を抱えていたイギリスでも大きく報道されたという[5]。
- 事件当日は郵政省（現在の日本郵便）の特殊切手の自然保護シリーズ「アマミノクロウサギ」切手の発行初日だった。そのため至近の東京中央郵便局に多くの切手収集家が初日カバー作成のために詰めていたが、爆発の瞬間振動が建物を襲い4階食堂の窓が割れたという。また、当時切手ブームであったため、三菱社員の中には昼休憩を利用し切手を買いに来ていた者もいたという[15]。
- 産経新聞社会部は、一連の連続企業爆破事件の犯行グループ逮捕をスクープしたことで、日本新聞協会賞と第23回菊池寛賞を授与されている[16]。この経緯については、当時の産経新聞社記者・福井惇による『狼・さそり・大地の牙　連続企業爆破35年目の真実』（文藝春秋刊）として出版されている。
- 1970年代の極左過激派の中には、東アジア反日武装戦線と同様の爆発物によるテロを実行したものも多かった。1975年7月23日に沖縄県で発生したエスメラルダ号火炎瓶投擲事件の実行犯の標的は、当時軍事政権下にあったチリ海軍の練習艦「エスメラルダ」のみならず、東アジア反日武装戦線同様に三菱グループを「死の商人」だとして、沖縄国際海洋博覧会の三菱海洋未来館の爆破も目標としていた。また、中には爆発物による事故を起こしたものもおり、1975年9月4日深夜に横須賀市のアパートで消火器爆弾製造中に爆発事故を起こしアパートが全壊、中核派メンバーの男女3人のほか、住民2人の計5人が死亡、8人が重軽傷を負う横須賀緑荘誤爆事件が発生している。他方、思想性のない爆弾マニアによる模倣犯も多く出ており、逮捕者の中には悪戯のためにコインロッカーを爆破した中学生もいた[要出典]。
- 犯行グループに対する控訴審判決が予定されていた1982年10月29日に、当時銀座にあった東京南部小包集中局（1990年廃止、現在の新東京郵便局の前身のひとつ）の集配所で小包に隠されていた時限式消火器爆弾が炸裂、取り扱っていた郵便車の運転手の左腕の肘から先が吹き飛ばされ、運転手助手も内臓破裂と全身打撲の重傷を負った[17]。この事件に対し警察は遺留物から「反日武装」の文字が書かれた紙片が発見されたことから、被告人らに同調する極左過激派による犯行として捜査した。しかし小包が神田南神保町郵便局から差し出され、爆弾が毎日新聞千葉地方面の紙面で包装されていたことが判明したが、犯人を特定できず迷宮入りしている[要出典]。
- 『スーパージャンプ』1989年10月号に掲載された平松伸二の劇画「マーダーライセンス牙」14話で、当該事件をモデルにしたエピソードが用いられたことがある。これは企業爆破事件を引き起こした「反日武闘隊"金狼"」のメンバー2人に死刑が確定したが、その2人を奪還するために残党が人質事件を起こし当局が屈服し釈放された。合流した2人の死刑囚のうち粗暴で冷酷な方が無抵抗の人質を機関銃で射殺した。その後、主人公の忍者の活躍によって人質犯は殲滅され、死刑囚も獄に戻され東京拘置所で死刑が執行されたという物語であった。しかし極悪非道な死刑囚という描写や死刑廃止グループに偽装したテロリストを描き、死刑存廃問題に関して死刑の存続を擁護する立場から主張を行ったため、福岡市にある死刑廃止を主張する市民団体から抗議を受けた。このため、12月号で発行元の集英社が謝罪文を掲載する事態になった[18]。そのため、このエピソードは単行本未収録になったが、後に短編集「地上最強の男」に収録されている。
- 集英社の『学習漫画日本の歴史』20巻（1998年版）で、典子（のりこ）という女性がこの事件で負傷、主人公格の鈴木憲一に救助される。これが縁で憲一と典子は後に結婚。
- アイヌ革命論など一連の連続爆破という「武装闘争」を誘発した太田竜は、1980年代以降はエコロジストを経てナショナリストに転向、その特徴はユダヤ陰謀論、国粋主義、伝統主義、家畜制度の全廃であり、靖国神社にも参拝していた。同様に前述の東アジア反日武装戦線名義のテロ実行犯とされる大森勝久死刑囚も極左から反共主義に転向し、保守主義者の立場から日本の核武装支持や、ロシアや中国を「全体主義国家」と主張するようになっている。また保守論者の西村幸祐が編集したムック本に寄稿[19]したことがある。
- 一連の企業爆破事件の後、多くのオフィスビルの入り口にガードマンが常駐するようになった[20]。
- この事件の捜査関係者らは、一斉逮捕の日にちなんで「五・一九会」という会を結成し、現在も親睦をはかっている[21]。